# رون فوستر
رون فوستر (بالإنجليزية: Ron Foster)‏ (22 نوفمبر 1938 في المملكة المتحدة - 28 يوليو 2017) هو لاعب كرة قدم بريطاني في مركز مهاجم داخلي. لعب مع غريمسبي تاون ونادي برينتفورد ونادي ريدنغ ونادي ليتون أورينت ودالاس تورنايدو وClapton F.C. ‏.

## وصلات خارجية
- رون فوستر على موقع قاعدة بيانات كرة القدم.إي يو (الإنجليزية)